# Шишич, Аладин
Аладин Шишич (сербохорв. Aladin Šišić; 28 сентября 1991, Цазин, Унско-Санский кантон, Босния и Герцеговина) — боснийский футболист, полузащитник.

## Биография
Воспитанник клуба «Краина» (Цазин), в нём же начинал взрослую карьеру во втором дивизионе Боснии. В 2012 году выступал в низших дивизионах Швейцарии.
В 2013 году перешёл в таллинский «Калев». Дебютный матч в высшем дивизионе Эстонии сыграл 30 марта 2013 года против «Курессааре», заменив на 65-й минуте Расмуса Томсона. Первый гол забил 30 мая 2013 года в ворота «Транса». Всего за сезон сыграл 31 матч и забил 8 голов в чемпионате.
В начале 2014 года перешёл в клуб чемпионата Словении «Домжале», где провёл два с половиной сезона, сыграв 44 матча и забив 4 гола в чемпионате, а также 6 матчей и один гол в Кубке Словении. В сезонах 2014/15 и 2015/16 становился бронзовым призёром чемпионата. Летом 2015 года провёл один матч в Лиге Европы.
Летом 2016 года вернулся на родину и провёл два сезона в составе середняка высшего дивизиона «Младост» (Добой). Летом 2018 года перешёл в один из сильнейших боснийских клубов — «Сараево», где провёл полтора сезона, стал двукратным чемпионом страны (2018/19, 2019/20) и обладателем Кубка Боснии (2018/19). За «Сараево» провёл 8 матчей и забил 1 гол в еврокубках. Летом 2020 года перешёл в «Олимпик» (Сараево), с которым в сезоне 2020/21 финишировал на последнем месте в чемпионате, по окончании сезона завершил карьеру. Всего в высшем дивизионе Боснии сыграл 91 матч и забил 11 голов.
Вызывался в сборные Боснии младших возрастов, провёл 2 матча.